# Humala
Humala – wieś w Estonii, w prowincji Harju, w gminie Harku.